# Jürg Röthlisberger
Jürg Röthlisberger (2 de febrero de 1955) es un deportista suizo que compitió en judo.
Participó en dos Juegos Olímpicos de Verano en los años 1976 y 1980, obteniendo dos medallas, bronce en Montreal 1976 y oro en Moscú 1980. Ganó tres medallas en el Campeonato Europeo de Judo entre los años 1977 y 1979.

## Palmarés internacional
| Juegos Olímpicos   | Juegos Olímpicos     | Juegos Olímpicos  | Juegos Olímpicos |
| Año                | Lugar                | Medalla           | Categoría        |
| ------------------ | -------------------- | ----------------- | ---------------- |
| 1976               | Montreal (Canadá)    | Medalla de bronce | –93 kg           |
| 1980               | Moscú (URSS)         | Medalla de oro    | –86 kg           |
| Campeonato Europeo |                      |                   |                  |
| Año                | Lugar                | Medalla           | Categoría        |
| 1977               | Ludwigshafen (RFA)   | Medalla de plata  | –86 kg           |
| 1978               | Helsinki (Finlandia) | Medalla de bronce | –86 kg           |
| 1979               | Bruselas (Bélgica)   | Medalla de oro    | –86 kg           |